# Ommelanderwijk
Ommelanderwijk est un village qui fait partie de la commune de Veendam dans la province néerlandaise de Groningue.
Ommelanderwijk était situé le long du canal du même nom, comblé en 1968.